# Ignatij (Rumjancev)
Ignatij (světským jménem: Georgij Serafimovič Rumjancev; * 7. srpna 1971, Čerkizovo) je ruský duchovní Ruské pravoslavné církve a biskup uvarovský a kirsanovský.

## Život
Narodil se 7. srpna 1971 v sídle Čerkizovo Moskevské oblasti.
Roku 1988 dokončil Puškinskou střední školu č. 6. Následující rok nastoupil na Moskevskou státní lesnickou univerzitu, kterou dokončil roku 1994 se specializací v oboru Počítače, komplexy, systémy a sítě.
Roku 1995 vstoupil do Poščupovského monastýru svatého Jana Bohoslova. Dne 5. listopadu 1996 byl zapsán mezi bratry monastýru.
V letech 1996–1997 studoval na Rjazaňském duchovním učilišti. Poté přednášel Zákon Boží na Poščupovské základní škole.
Dne 7. dubna 1997 jej představený monastýru archimandrita Avel (Makedonov) postřihnul na rjasofora se jménem Ignatij na počest svatého mučedníka Ignáce Athoského a 20. dubna na monacha s ponecháním jména.
Dne 21. května 1997 byl arcibiskupem rjazaňským a kasimovským Simonem (Novikovem) rukopoložen na hierodiakona.
Do prosince 1999 byl knihovníkem monastýru a čtecem-ustavščikem (dohlížející na dodržení pravidel bohoslužby). Dne 1. prosince 1999 byl ustanoven pokladníkem monastýru.
Dne 10. prosince 1999 byl biskupem šackým Iosifem (Makedonovem) rukopoložen na jeromonacha.
Roku 2000 dokončil studium na Moskevském duchovním semináři a poté pokračoval ve studiu na Moskevské duchovní akademii.
Dne 10. ledna 2002 byl osvobozen od funkce pokladníka a jmenován představeným Nikolo-Jamského chrámu (podvorje monastýru) v Rjazani.
Dne 10. prosince 2002 se stal představeným chrámů Ikony Matky Boží "Obměkčení zlých srdcí" ve vesnici Lgovo. Sloužil také pacientům Rjazaňské vojenské nemocnice a v časovni svatého Lukáše Simferopolského nacházející se při nemocnici.
Dne 15. března 2004 byl osvobozen od funkce představeného Nikolo-Jamského chrámu.
V říjnu 2004 byl jmenován vedoucím knižního skladu Poščupovského monastýru a roku 2006 ekonomem monastýru. Dne 2. října 2006 byl uvolněn z funkce služby ve vesnici Lgovo a vojenské nemocnice.
Dne 21. května 2009 jej arcibiskup rjazaňský Pavel (Ponomarjov) povýšil na igumena a 4. května 2011 mu bylo uděleno právo nosit epigonation.
Od října 2011 do prosince 2012 byl představeným Poščupovského monastýru.
Dne 26. prosince 2012 jej Svatý synod zvolil biskupem uvarovským a kirsanovským.
Dne 30. prosince 2012 byl metropolitou rjazaňským Pavlem povýšen na archimandritu a 18. ledna 2013 byl v chrámu Zjevení Páně v Moskvě oficiálně jmenován biskupem. Dne 25. ledna proběhla v chrámu Svaté Taťány při Lomonosovově univerzitě jeho biskupská chirotonie. Světiteli byli patriarcha moskevský Kirill, metropolita saranský a mordovský Varsonofij (Sudakov), metropolita rjazaňský a michajlovský Pavel (Ponomarjov), metropolita achalkalakský a kumurdojský Nikolozi (Pačuašvili) (Gruzínská pravoslavná církev), metropolita tambovský a rasskazovský Feodosij (Vasněv), arcibiskup verejský Jevgenij (Rešetnikov) a biskup solněčnogorský Sergij (Čašin).